# مسیحی فوشنجی
صفی‌الدین مسیحی فوشنجی در روستای پوشنگ در نزدیکی هرات متولد شد؛ بایسنقر میرزا در سال ۸۳۷ هجری قمری از او حمایت کرد. برخی از اشعار مسیحی فوشنجی، در خلاصةالأشعار تقی‌الدین کاشی ذکر شده است که در قالب غزل، رباعی، قصیده و قطعه سروده شده‌اند. وی در سال ۸۵۳ در پوشنگ درگذشت.